# Christopher Perham
Christopher Perham (1995) es un deportista británico que compite en acuatlón.
Ganó dos medallas en el Campeonato Mundial de Acuatlón, plata en 2023 y bronce en 2025, y dos medallas en el Campeonato Europeo de Acuatlón, oro en 2022 y plata en 2025.

## Palmarés internacional
| Campeonato Mundial | Campeonato Mundial  | Campeonato Mundial | Campeonato Mundial |
| Año                | Lugar               | Medalla            | Prueba             |
| ------------------ | ------------------- | ------------------ | ------------------ |
| 2023               | Ibiza (España)      | Medalla de plata   | Individual         |
| 2025               | Pontevedra (España) | Medalla de bronce  | Individual         |
| Campeonato Europeo |                     |                    |                    |
| Año                | Lugar               | Medalla            | Prueba             |
| 2022               | Bilbao (España)     | Medalla de oro     | Individual         |
| 2025               | Pamplona (España)   | Medalla de plata   | Individual         |